# Dasychira thersites
Dasychira thersites är en fjärilsart som beskrevs av Holland 1893. Dasychira thersites ingår i släktet Dasychira och familjen tofsspinnare. Inga underarter finns listade i Catalogue of Life.